# Хлоя Армстронг
Хлоя Армстронг (англ. Chloe Armstrong) — вигаданий персонаж у науково-фантастичному телесеріалі «Зоряна брама: Всесвіт». Роль виконує Елайза Левескью.

## Біографія
Після закінчення Гарварду вона стала секретарем свого батька і супроводжувала його на базу «Ікар». Коли база потрапила під обстріл невідомих кораблів, вона разом із пораненим батьком евакуювалася на «Долю». Перші години вона була разом з батьком, а коли йому полегшало, вона відправилася допомагати досліджувати корабель. Коли земляни виявили, що в кораблі пробоїни і через них йде повітря, вони стали ізолювати пошкоджені відсіки. Один відсік не вдалося заблокувати, і Алан пожертвував собою, щоб запакувати його зсередини. Хлоя була в жаху від смерті батька і накинулася на Ніколаса Раша, звинувачуючи його в смерті батька. Пізніше вона використовувала міжгалактичний комунікаційний пристрій і відправилася на Землю, де розповіла своїй мамі про те, що трапилося. Місіс Армстронг почала пити, а потім накинулася з погрозами на офіцера ВПС, погрожуючи оприлюднити програму Зоряна брама, якщо з Хлоєю що-небудь трапиться. Так і не добившись розуміння від мами, Хлоя повернулася в своє тіло на «Долі». Після повернення на «Долю» Хлоя допомогла Тамарі Йохансен прооперувати пораненого Джеремі Франкліна.
Коли корабель втратив енергію і попрямував до системи зірки, Хлоя вирішила провести час з Метью Скоттом, сказавши йому, що він єдина людина, до якого вона відчуває прихильність.
Також Хлоя подружилася з Ілаем Уоллесом на борту «Джорджа Хаммонда», коли вони ще летіли на базу «Ікар». Однак вона вважала його просто своїм другом і не помічала, що він закоханий в неї. Хлоя навіть попросила Ілая ввімкнути їй душ і постояти на сторожі, щоб ніхто не ввійшов до кімнати. Коли Скотт був призначений Янгом пілотувати шаттл Древніх, Хлоя вирішила провести останні миті з Ілаем на оглядовому містку корабля, розглядаючи зірку, що наближається. Коли з'ясувалося, що «Доля» спеціально летіла до зірки для поповнення енергії, шаттл повернувся, і Хлоя возз'єдналася зі Скоттом.
Після того як Еверетт Янг був звинувачений у вбивстві сержанта Спенсера, Еверетт попросив Хлою стати його адвокатом. На суді вона активно захищала Янга, що не сподобалося Камілли, яка взяла на себе роль прокурора. Рей ненадовго призупинила суд і викликала Хлою в окрему кімнату, де суворо проінструктувала її.